# Visión escotópica

Espectro electromagnético visible por el ojo humano.

La visión escotópica es aquella percepción visual que se produce con niveles muy bajos de iluminación. La agudeza visual es baja y la recepción de luz es principalmente con los bastones de la retina, que son sensibles al color azul del espectro (y por ende, ciego al rojo). No es posible una discriminación del color en este tipo de visión: es una visión monocromática. 

## Fisiología
En la retina del ojo humano existen dos tipos de células receptoras, sensibles a la zona del espectro electromagnético conocida como luz: los bastones y los conos. Ambos poseen propiedades distintas y operan bajo condiciones diferentes. Hay sólo un tipo de bastones que operan bajo condiciones de baja luminosidad y tres tipos de conos cuya preferencia es a la alta intensidad de luz. 
Otra característica de la visión escotópica es que, como los bastones se encuentran en la periferia de la retina (a unos 6º de la fóvea), es una percepción visual periférica.